# Pecskovo
Pecskovo (macedónul: Печково) település Észak-Macedóniában, a Pologi körzet Gosztivari járásában.

## Népesség
| Lakosok száma | 328  | 367  | 348  | 300  | 179  | 78   | 53   | 48   | 21   |
|               | 1948 | 1953 | 1961 | 1971 | 1981 | 1991 | 1994 | 2002 | 2021 |

2002-ben 48 lakosa volt, akik mindannyian macedónok.